# ماكس رايت (لاعب كرة قدم أسترالية)
ماكس رايت (بالإنجليزية: Max Wright)‏ هو لاعب كرة قدم أسترالية أسترالي، ولد في 13 أبريل 1901، وتوفي في 10 فبراير 1988.

## وصلات خارجية
- ماكس رايت على موقع AustralianFootball.com (الإنجليزية)
- ماكس رايت على موقع AFLtables.com (الإنجليزية)